# Condado de Haskell (Oklahoma)
O Condado de Haskell é um dos 77 condados do estado americano do Oklahoma. A sede do condado é Stigler, que é também a sua maior cidade.
O condado tem uma área de 1619 km², uma população de 11 792 habitantes (segundo o censo nacional de 2000). O seu nome é uma homenagem a Charles N. Haskell (1860-1933), primeiro governador de Oklahoma.